# 广东羊耳蒜
广东羊耳蒜（学名：Liparis kwangtungensis）为兰科羊耳蒜属下的一个种。

## 扩展阅读
- 維基物種上的相關：广东羊耳蒜